# La Celia
La Celia est une municipalité située dans le département de Risaralda en Colombie.